# موضوع (زبان‌شناسی)
در زبان‌شناسی، آرگومنت یا شناسه یا موضوع (به انگلیسی: argument) ترکیبی است که در تکمیل معنی گزاره کمک کنند، منظور ما از گزاره در اینجا گروه فعلی (فعل اصلی و افعال کمکی مرتبط با آن) است. از این نظر، معنی آن به مفهوم مکمل بسیار نزدیک است. بیشتر گزاره‌ها، یک، دو، یا سه شناسه می‌گیرند. یک گزاره و شناسه‌هایش، یک ساختار گزاره-شناسه می‌سازند. بحث گزاره‌ها و شناسه‌ها بیشتر با فعل (محتوایی) و عبارات اسمی (NPs) مرتبط است، اگرچه رده نحوی آن‌ها می‌تواند به صورت گزاره‌ها و شناسه‌ها تفسیر گردد.
شناسه‌ها باید از افزوده‌ها تمایز یابند.
- گزاره‌ها به شناسه‌هایش برای تکمیل معنی نیاز دارند.
- افزوده‌هایی که با گزاره نمایش می‌یابند، اختیاری هستند. یعنی آنها برای تکمیل معنی گزاره لازم نیستند.[۲]

بیشتر نظریه‌های نحو و معناشناسی، شناسه‌ها و افزونه‌ها را می‌پذیرند، اگرچه ممکن است از اصطلاح‌های متفاوت استفاده کنند، این تمایز در تمام زبان‌ها وجود دارد.
گرامرهای وابستگی، گاهی به تبعیت از تنی‌یر، به این شناسه‌ها «بازیگر» (به انگلیسی: actant) می‌گویند.

## نظریه ظرفیت
پهنه دستور زبانی که طبیعت گزاره‌ها، شناسه‌های گزاره، و افزونه‌ها را کاوش می‌کند، نظریه ظرفیت نام دارد. گزاره‌ها ظرفیت دارند؛ ظرفیت گزاره‌ها تعیین‌کننده تعداد و نوع شناسه‌هایی است که در محیط باید/می‌تواند وجود داشته باشد. ظرفیت گزاره‌ها همچنین می‌تواند به صورت زیررده‌بندی بررسی گردد.

## شناسه و افزوده
تحلیل ابتدایی نحو و معناشناسی جمله‌واره‌ها به صورت گسترده به تمایز بین شناسه و افزوده متکی است.
- گزاره یک جمله‌واره، که بیشتر اوقات یک فعل محتوایی است، نیاز به شناسه‌های مشخصی دارد. یعنی شناسه‌ها برای تکمیل معنی فعل لازم‌اند.
- افزوده‌های پدیدار شده، از جهت مقابل، از این منظر لازم نیستند.

عبارت نهادی و عبارت مفعولی، دو شناسه بسیار رایج در گزاره‌های فعلی اند.

## مثال‌های از شناسه
هرکدام از این جمله‌ها شامل دو شناسه (به صورت بولد) هستند. اولین اسم (عبارت) شناسه نهادی است، و دومی شناسه مفعولی است.
- Jill likes Jack.
  - Jill در اینجا شناسه نهادی برای گزاره likes است و Jack شناسه مفعولی آن است.
- Sam fried the meat.
- The old man helped the young man.

### تعاریف مرتبط
- فعل ناگذرا: گزاره‌های فعلی که نیاز به فقط یک شناسه نهادی (مثل sleep, work, relax) دارند، ناگذارا اند.
- فعل گذرا: گذاره‌های فعلی که نیاز به یک شناسه مفعولی نیز دارند (مثل like, fry, help) گذرا هستند.
- فعل دوگذرا: گذاره‌های فعلی که نیاز به دو شناسه مفعولی دارند، دوگذرا هستند. (مثل give, lend).[۳]

## مثالهایی از افزوده
موقعی که اطلاعات اضافی به سه جمله مثال بالای ما اضافه می‌گردد، با مفهوم افزوده سروکار داریم. مثل
- Jill really likes Jack.
- Jill likes Jack most of the time.
- Jill likes Jack when the sun shines.
- Jill likes Jack because he's friendly.

عبارت اضافه‌شده (در بولد) «افزوده» هستند؛ آن‌ها اطلاعات اضافی تهیه می‌بینند که برای تکمیل معنی گزاره likes لازم نیستند.
یک تفاوت کلیدی بین شناسه و افزوده آن است که وجود یک شناسه معمولاً اجباری است، اما افزوده‌ها به صورت اختیاری پدیدار می‌شوند.

## گروه حرف اضافه‌ای به عنوان شناسه
درحالیکه شناسه‌های فعلی معمول، «اسم نهادی»، «اسم معمولی»، و «گروه‌های اسمی» هستند، مانند مثال بالا، آنها می‌توانند گروه حرف اضافه‌ای (prepositional phrase) یا PPs (یا حتی دیگر رده‌ها) باشند.
PPsهای بولد در جمله‌های زیر شناسه اند:
- Sam put the pen on the chair.
- Larry does not put up with that.
- Bill is getting on my case.

ما می‌دانیم که این PPها یا شناسه هستند یا شناسه دارند، زیرا موقعی که ما سعی می‌کنیم تا آن‌ها را حذف کنیم، نتیجه قابل قبول نیست:
*Sam put the pen.
*Larry does not put up.
*Bill is getting.

## تفاوت شناسه هسته‌ای با شناسه غیرمستقیم
شناسه‌های نهادی و مفعولی به عنوان شناسه‌های هسته‌ای شناخته می‌شوند؛ شناسه‌های هسته‌ای را می‌توان به روش‌های مختلف (به کمک عملیات جهت‌دهی مثل مجهول‌سازی، ضدمجهول‌سازی، کاربردی، انضمام و غیره) فرونشاند، اضافه کرد، یا تعویض کرد. شناسه‌های اضافی، که به آن‌ها شناسه‌های غیرمستقیم هم گفته می‌شود، با این حال، گرایشی به قرارگرفتن تحت معرض فرایندهای مشابه ندارند.

## سایر مثال‌ها
محمول صفر ظرفیتی: بهار شد. جنگ شد. (هیچ موضوع یا ظرفیتی وجود ندارد)
محمول تک ظرفیتی: علی آمد. (علی تنها موضوع فعل آمدن است)
محمول دو ظرفیتی: مونا علی را نوازش کرد. (مونا و علی دو ظرفیت یا موضوع فعل نوازش کردن هستند)
محمول سه ظرفیتی: پدر به فرزندش قول داد که او را به پارک ببرد. (پدر و فرزندش و بند متممی که او را به پارک ببرد سه ظرفیت یا موضوع فعل قول دادن هستند)